# Tetrossido di trimanganese
Il tetrossido di trimanganese è il composto binario di formula Mn3O4, presente anche in natura nel minerale hausmannite. Il manganese è presente in due stati di ossidazione, +2 e +3, e la formula viene talvolta scritta come MnIIMnIII2O4 o anche MnO⋅Mn2O3.

## Struttura
Mn3O4 ha una struttura tipo spinello, dove gli ioni ossido hanno un arrangiamento cubico compatto, e i cationi MnII e MnIII occupano rispettivamente siti tetraedrici e ottaedrici. La struttura è distorta a causa dell'effetto Jahn-Teller. A temperatura ambiente Mn3O4 è paramagnetico, mentre sotto 43 K è ferrimagnetico. In campioni nanocristallini questa temperatura di transizione si riduce a 39 K.

## Sintesi
Mn3O4 si forma scaldando qualsiasi ossido di manganese all'aria sopra 1000 °C. Esistono inoltre numerose ricerche sulla sintesi di Mn3O4 nanocristallino a partire da composti di MnII o MnIV.

## Reattività
Mn3O4 catalizza varie reazioni, tra le quali l'ossidazione del metano a monossido di carbonio, la decomposizione del monossido di azoto, la riduzione del nitrobenzene a nitrosobenzene, e la combustione catalitica di composti organici.

## Applicazioni
Mn3O4 di elevata purezza viene usato nella fabbricazione di semiconduttori e magneti ceramici.